# Systemdrift
Systemdrift betyder vidmakthållande av ett eller flera samordnade system, prestanda enligt fastställda överenskommelser, direktiv eller avtal. Systemdrift omfattar nästan uteslutande tekniska system.
Vid ledning av systemdrift skall både tekniska och taktiska överväganden beaktas. I systemdriftledning skall även rapportering till högre chef och prioriteringar från högre chef beaktas.